# فیض‌آباد (تاجیکستان)
فیض‌آباد جماعت و شهرکی در کشور تاجیکستان است که در ناحیهٔ فیض‌آباد ناحیه‌های تابع جمهوری قرار دارد. 